# Führerbunker

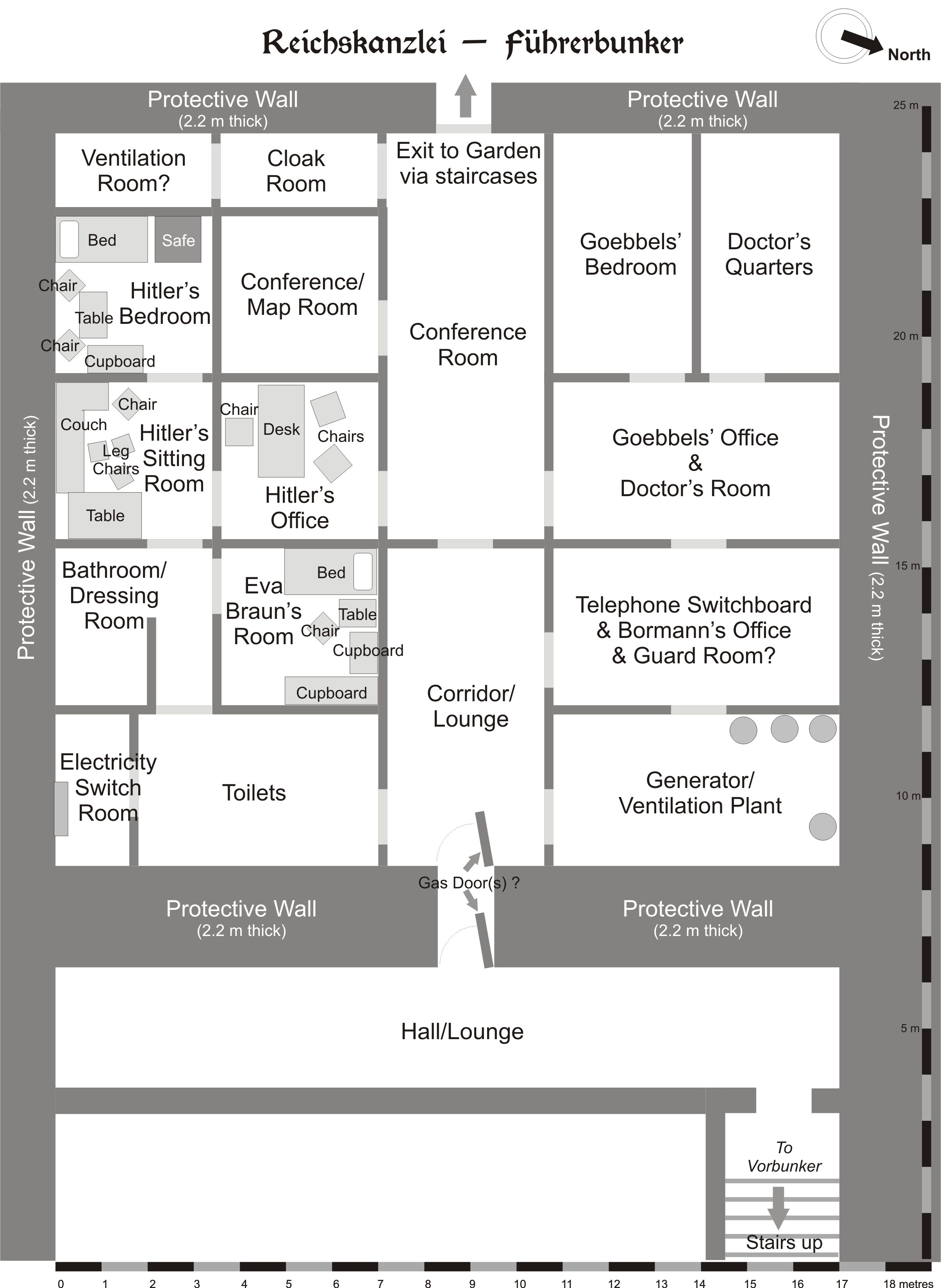
Ricostruzione (in inglese) della piantina del Führerbunker.

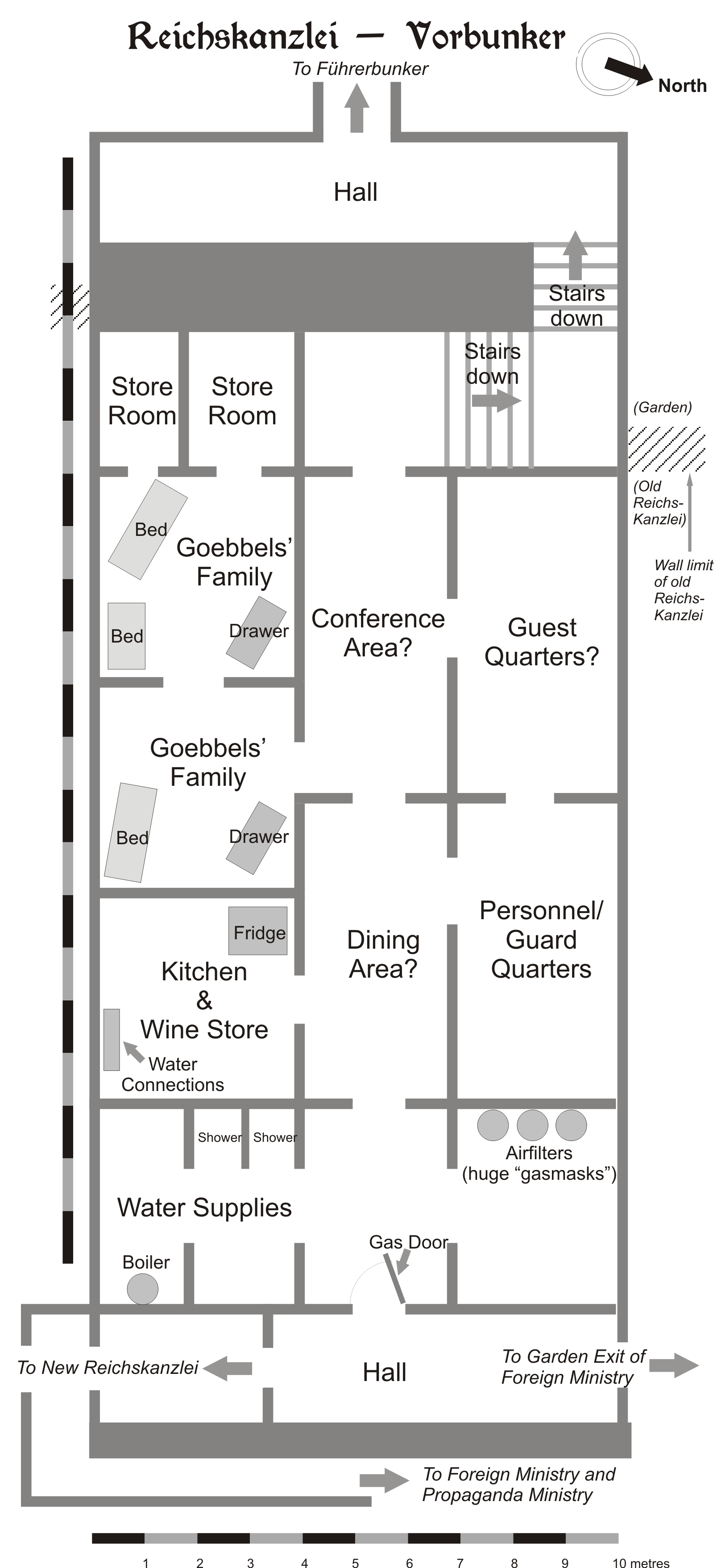
Ricostruzione (in inglese) della piantina del Vorbunker.

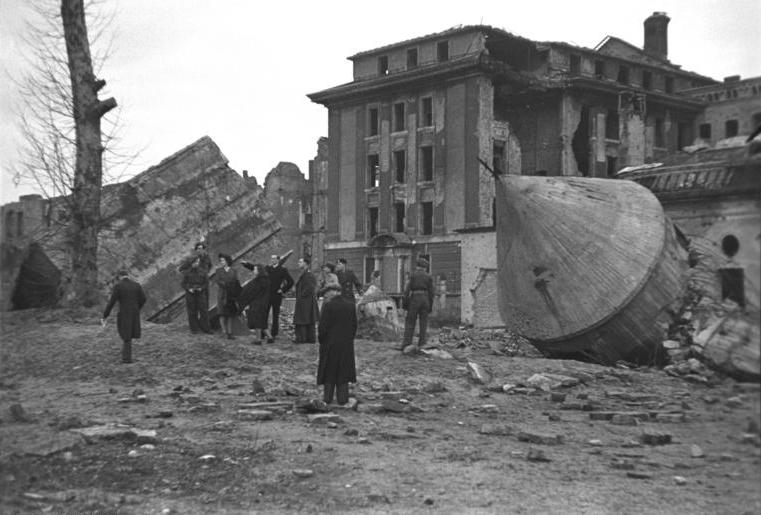
Il bunker durante la demolizione.

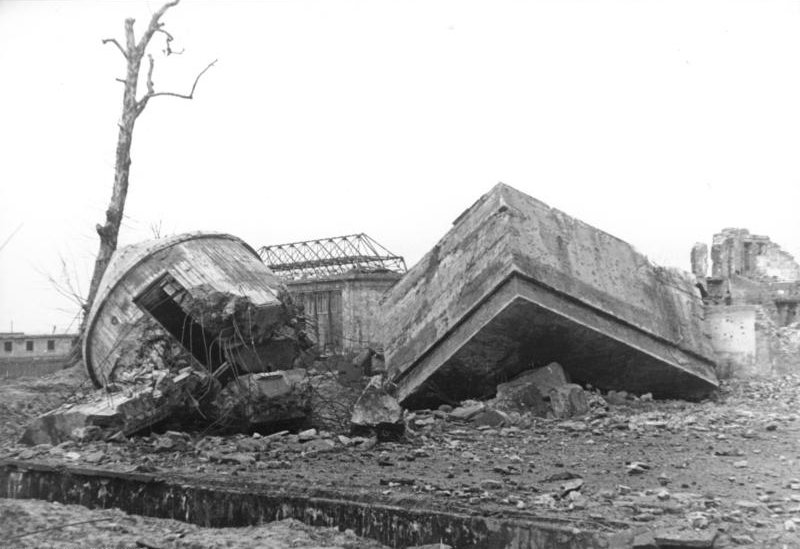
Il bunker dopo la demolizione.

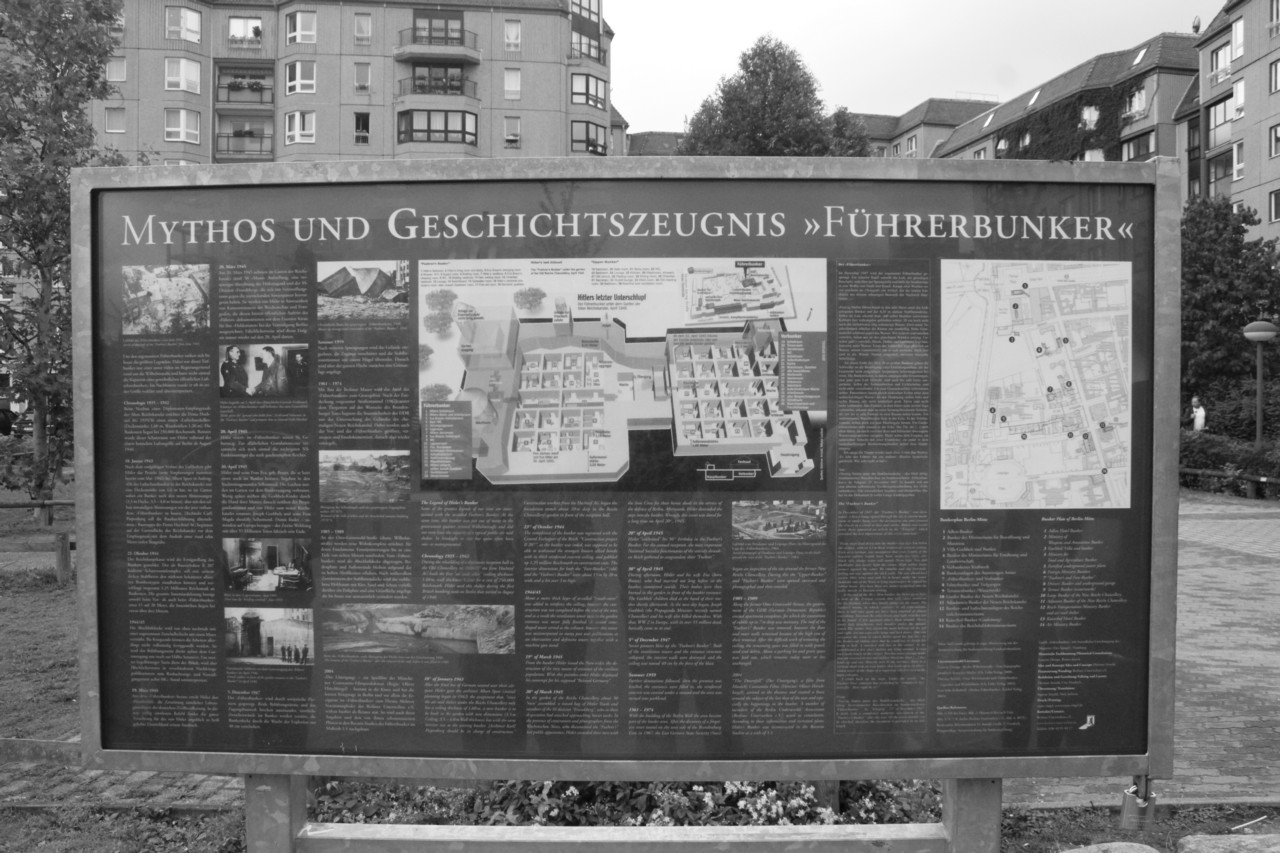
Pannello commemorativo del 2006 nel luogo dove sorgeva il bunker.

Il Führerbunker è il nome comunemente utilizzato per indicare il complesso sotterraneo, sito a Berlino, nel quale Adolf Hitler si suicidò il 30 aprile 1945, ponendo così di fatto termine alla Seconda guerra mondiale in Europa. Il bunker fu il tredicesimo e ultimo dei quartieri generali del Führer (Führerhauptquartiere), il più famoso dei quali fu la Wolfsschanze.

## Caratteristiche
Il complesso era costituito da due bunker interconnessi: il vecchio Vorbunker e il nuovo Führerbunker. Il Führerbunker era situato circa 8,2 metri sotto il giardino della Reichskanzlei (Cancelleria del Reich), approssimativamente 120 metri a nord dell'edificio, situato in Vosstraße 6. Il Vorbunker era invece situato sotto il grande corridoio dietro la vecchia Reichskanzlei, che la collegava con il nuovo edificio. La vecchia Cancelleria era situata lungo la Wilhelmstraße. Il Führerbunker era situato più in basso rispetto al Vorbunker e ad ovest di questo (o piuttosto a ovest/sud-ovest). I due bunker erano collegati da una serie di scale.
L'intero complesso era protetto approssimativamente da pareti di calcestruzzo spesse 4 metri, e le circa trenta piccole stanze erano distribuite su due livelli con le uscite nelle costruzioni principali, oltre ad un'uscita di sicurezza nei giardini. Il complesso venne costruito in due fasi, la prima nel 1936 e l'altra nel 1943. La costruzione del 1943 venne affidata alla società Hochtief, alla quale era già stata affidata la costruzione di vasti complessi sotterranei a Berlino già a partire dal 1940. Le stanze e gli alloggi destinati a Hitler erano situati nel nuovo complesso. Entro la fine del febbraio 1945, la sezione più bassa era stata arredata con mobilia di alta qualità trasferita (o meglio salvata) dalla Cancelleria, insieme a molti quadri ad olio.

## Storia

### Eventi nel 1945
Hitler si trasferì nel Führerbunker il 16 gennaio 1945, seguito dal suo segretario Martin Bormann, da Eva Braun e da Joseph Goebbels e consorte insieme ai loro sei figli, che trovarono posto nei piani superiori del Vorbunker. Il bunker venne inoltre occupato da due o tre dozzine di persone, tra i quali alcuni medici e componenti dell'amministrazione del governo. Tra questi anche le segretarie di Hitler, Traudl Junge e Gerda Christian, il cameriere personale del dittatore Heinz Linge, un'infermiera, Erna Flegel, e un telefonista, Rochus Misch. Il bunker venne rifornito di una grande quantità di cibo e di altri beni di prima necessità, oltre agli strumenti necessari per sopravvivere ai fumi e ai gas mortali utilizzati negli ultimi giorni dell'aprile 1945. Diverse testimonianze, successivamente, parlarono dei costanti rumori del sistema di ventilazione del complesso sotterraneo.
Diversi uomini e donne del personale abbandonarono il bunker, durante la notte, tra il 22 e il 23 aprile, prima che Berlino venisse circondata dall'Armata Rossa. Il 29 aprile Hitler sposò Eva Braun e dettò a Traudl Junge il proprio testamento. Il 30 aprile Hitler decise di suicidarsi: alle 15:30 circa si chiuse nel suo salotto privato insieme a sua moglie, il dittatore si tolse la vita con un colpo di pistola alla tempia destra mentre Eva Braun ingerì una capsula di acido prussico. I loro cadaveri vennero trasportati da Heinz Linge, Otto Günsche, Martin Bormann ed Erich Kempka nei giardini della Cancelleria attraverso l'uscita di emergenza del Führerbunker e immediatamente cremati. Il giorno successivo anche Goebbels e la moglie, dopo aver ucciso tutti i propri figli, si suicidarono. Dopo questi fatti, la maggior parte degli occupanti rimasti nel bunker cercò di abbandonare il rifugio nelle ore successive, tentando di attraversare le linee sovietiche. Pochi altri, infine, decisero di rimanere nel bunker e vennero fatti prigionieri dalle truppe russe il 2 maggio. Gli ufficiali dell'intelligence sovietica esaminarono quindi la struttura del complesso, trovando più di una dozzina di corpi, alcuni dei quali irriconoscibili perché bruciati, e resti di molte carte e documenti bruciati.

### Eventi del dopoguerra
Sin dal 1945 le autorità governative sovietiche, tedesche orientali e oggi tedesche cercarono di occultare il luogo esatto del bunker.
La Reichskanzlei venne distrutta dai sovietici nel 1945, ma gran parte del bunker rimase intatto, anche se parzialmente sommerso. Nel 1947 i sovietici tentarono di far saltare in aria, invano, il bunker, che rimase parzialmente danneggiato. Nel 1959 il governo della Germania Est provò nuovamente a distruggere il complesso, apparentemente senza molti effetti. Fino alla caduta del Muro di Berlino, il sito del bunker rimase un'area depressa e dimenticata.
Durante la costruzione di un complesso residenziale e di altre costruzioni, tra il 1988 e il 1989, vennero scoperte alcune sezioni sotterranee del vecchio bunker, che comunque presentavano seri danneggiamenti. Durante altri intensi lavori di costruzione dei primi anni novanta, vennero scoperte altre parti del complesso, che però furono ignorate o nuovamente risigillate. Dall'8 giugno 2006, nel punto esatto in cui sorgeva il Führerbunker (lungo In den Ministergärten) è stato messo un pannello commemorativo; oggi sul luogo sorgono un parcheggio ed alcuni caseggiati.

## Filmografia

### Cinema
- Il film del 1973 Gli ultimi 10 giorni di Hitler diretto da Ennio De Concini e Alec Guinness come protagonista, è in parte ambientato nel Führerbunker.
- Il film del 1981 Bunker, diretto da George Schaefer e con Anthony Hopkins nella parte del Führer, è in parte ambientato nel Führerbunker.
- Il film tedesco del 2004 La caduta - Gli ultimi giorni di Hitler, con Bruno Ganz nella parte del dittatore, è ambientato in gran parte nel Führerbunker, con il regista Oliver Hirschbiegel impegnato in un attento e minuzioso lavoro di ricostruzione, sia degli ambienti che dell'atmosfera del 1945, facendo grande ricorso alle memorie dei vari sopravvissuti.

### Televisione
- Il film per la televisione The Bunker del 1981, diretto da George Schaefer, vide la premiazione con un Emmy Award per la parte di Anthony Hopkins nei panni di Hitler.

### Documentari
- Adolf Hitler's Last Days, dalla serie della BBC Secrets of World War II, ricostruisce gli ultimi giorni di vita di Hitler.
- The World at War (1974), famosa serie TV che contiene molteplici informazioni circa Adolf Hitler e la Germania nazista, inclusa un'intervista a Traudl Junge, la segretaria del Führer, che narra i veri ultimi eventi della vita nel bunker.
- Hitler's Bunker[3]